# Severnyjön

Karta över ön.

Severnyjön, (ryska: Се́верный о́стров, direktöversättning 'Norra ön') är en rysk arktisk ö. Den är den norra ön i Novaja Zemljas övärld. Ön har historiskt kallats Lütkeön efter Fredrik Benjamin von Lütke som upptäckte den. Den ligger ungefär 400 km från det ryska fastlandet. Ön har en yta på 48 904 km², världens trettionde största. Den är en del av Rysslands arktiska nationalpark.

## Geografi
Severnyjön skiljs från Juzjnyjön (Södra ön) av det smala Matochkinsundet. En iskappa täcker fyrtio procent av ön, till yta och volym Europas största glaciär. Ön är känd för sina många glaciärer. Cape Flissingsky är den östligaste punkten.

### Iskappa och glaciärer
Till skillnad från Juzjnyjön, har Severnyjön en inre iskappa med ett flertal glaciärer, av vilka de flesta slutar vid öns väst- eller östkust.

## Historia
Sukhoy Nos Cape, beläget på öns södra spets, användes till kärnvapenprov mellan 1958 och 1961. Testet av Tsarbomben den 30 oktober 1961 förstörde alla byggnader i byn Severny (både av trä och tegel). Byn låg innanför testgränsen, 55 kilometer från explosionen. Tsarbomben är det mest kraftfulla kärnvapnet som detonerats och den mest kraftfulla antropogena explosionen i historien. Den hade en styrka på 50 megaton TNT, hälften av dess maximala sprängkraft på 100 megaton. Severny har nu en hamn och en rysk militärbas är belägen på orten.
Det finns en väderstation på Cape Zhelaniya, öns norra udde.